# Shivaree
Shivaree foi uma banda norte americana de rock formada em 1997 por Ambrosia Parsley (voz), Danny McGough (teclado) e Duke McVinnie (guitarra). Shivaree é mais conhecida pela música "Goodnight Moon", lançada em 1999 que fez parte de Dawson's Creek, Kill Bill: Volume 2, e O Lado Bom da Vida. A banda se separou em 2007 depois de uma rápida turnê promocional de seu último álbum Tainted Love.

## Discografia

### Álbuns
- I Oughtta Give You a Shot in the Head for Making Me Live in This Dump (1999)
- Rough Dreams (2002)
- Who's Got Trouble? (2005)
- Tainted Love: Mating Calls And Fight Songs (2007)

### EPs
- Breach (EP - 2004)

### Singles
- Goodnight Moon (1999)
- Bossa Nova (2002)
- John 2/14 (2002)